# Брасье, Рэй
Рэй Брасье (фр. Ray Brassier, род. в 1965) — британский философ франко-шотландского происхождения, профессор Американского Университета Бейрута (Ливан), работающий в направлении философского реализма. Также известен как один из основателей спекулятивного реализма.
Брасье является автором работы Nihil Unbound: Enlightnment and Extinction (2007), переводчиком работы Алена Бадью «Святой Павел. Обоснование универсализма» (2003) и работы Квентина Мейясу «После конечности: Эссе о необходимости контингентности» (2008) на английский язык.
Брасье получил степень бакалавра в Университете Северного Лондона (1995). Степень магистра и доктора философских наук в Уорикском Университете (1997 и 2001 соответственно).
В академический деятельности Брасье отражается влияние Эдмунда Гуссерля, Людвига Виттгенштейна, Мартина Хайдеггера и Жиля Делёза. Сферу научных интересов Брасье составляют философские направления нигилизма, реализма, материализма, методологического натурализма, трансцедентального нигилизма и антигуманизма. В сферу интересов исследований Брасье входят труды Платона, Канта, Гегеля, Маркса, Уилфрида Селларса, Роберта Брендона и Алена Бадью.

## Спекулятивный реализм
Вместе с Грэмом Харманом и Квентином Мейясу Брасье считается одним из основоположников направления в современной философии, спекулятивного реализма (материализма), объектно-ориентированной философии. Спекулятивный реализм противостоит идеям посткантианского идеализма, феноменологии, постмодернизма, деконструкции или, более широко выражаясь, так называемого «корреляционизма». Брасье приписывают создание термина «спекулятивный реализм», хотя Мейясу использовал данный термин для описания собственной философской позиции ещё до его введения Брасье.
Несмотря на то, что Брасье ставят в один ряд с представителями спекулятивного реализма, сам он не идентифицирует себя с данным философским направлением. Брасье критично высказывается относительно этого направления, заявляя, что он «существует только в воображении группы блогеров, пропагандирующих его, к которым он не имеет никакого отношения». Критиковал плоскую онтологию Мануэля Деланда и объектно-ориентированную онтологию Грэма Хармана. Является последователем Франсуа Ларюэля.

###### Критика корреляционизма
Для Брасье даже Грэм Харман, как последователь ирредукционизма Бруно Латура, становится причастным к корреляционизму. В своей статье «Понятия и объекты» Брасье рисует довольно обширный портрет корреляциониста, базовой чертой которого становится использование так называемого «Перла» (The Gem) — аргумента, образцово сформулированного в философии Джорджа Беркли. Парадигмальная формулировка этого аргумента звучит следующим образом: «нельзя познать независимую от разума реальность, не познавая её. Следовательно, нельзя познать независимую от разума реальность». Ключевой фигурой корреляционизма для Брасье становится Фихте, доведший до предела аргумент «Перла»: «Толкуя корреляцию как самополагающий и, следовательно, обосновывающий себя акт, Фихте замыкает круг корреляции, предупреждая любое вторжение со стороны догматически постулированного внешнего».
Принципиальное отличие в портретах корреляциониста у Квентина Мейясу и Брассье заключается в том, что второй старается подчеркнуть нелепость и нелогичность корреляционистских систем и построений, в то время как Мейясу считает корреляционный круг достаточно сильным и требующим преодоления изнутри, но никак не подлежащим критике «снаружи». Брасье подчеркивает, что любая вариация «Перла» очевидно ошибочная с формальной точки зрения. Он стремится объяснить жизнеспособность и привлекательность корреляционизма, вопреки его логической несостоятельности, с помощью побочных явлений: «…это одновременно эмоциональные (защита ценности за счет подрыва факта), психологические (сведение мира нечеловеческого к размерности человека) и политические (онтологическое введение политики, компенсирующее её подмену менеджментом в сфере публичного) факторы».

###### Философия науки
Ключевым моментом в отказе от корреляционизма для Брасье является восстановление главенства связки «эпистемология — метафизика», что может, по его мнению, помочь сохранить авторитет науки как самой надежной формы познавательного доступа к реальности. Важным в этом процессе становится концептуальное возвращение традиционных дуализмов «разум — чувственность» и «понятие — объект», от которых так стремился избавиться корреляционизм (постмодернистские философии становятся самым ярким примером). Роль этих дуализмов при их восстановлении в правах заключается в том, что с ними мы сможем, признавая частичную обусловленность нашего познания побочными факторами, связанными с нашей «человечностью», в каком-то смысле вычитать эти факторы из полученного знания. Используя подход, объясняющий возможность получения разумными существами когнитивного доступа к реальности, мы сможем по-настоящему строить систему утверждений о самом мире, а не просто о мире для-нас.
Для Брасье одной из главных задач для философии является поиск ответа на вопрос о том, как мы можем признать, что научное познание выслеживает в-себе, не прибегая к допущению, что при этом оно концептуально определяет «сущность» этого в-себе. Однако для Брасье речь идёт именно о естественных науках, в то время как для Мейясу ключевая роль отдаётся математике как таковой. Особенно важна когнитивная наука, так как, как уже было сказано ранее, именно она способна описать процесс взаимодействия человека с миром как одно из явлений самого мира, а не как какую-то привилегированную процедуру. «Метафизическое исследование структуры бытия возможно лишь в паре с эпистемологическим исследованием природы познания,» — так звучит основополагающий принцип для построения не-корреляционистской философии, способной на осмысленное отношение к утверждениям науки.

## Публикации

### Монографии
- Nihil Unbound: Enlightenment and Extinction (London: Palgrave Macmillan, 2007)

#### На русском языке
- Брассье Р. Выравнивание: против «плоских онтологий» / Пер. с англ.: З. Неустроев // [Insolarance]. — 2024.
- Брассье Р. Аксиоматическая ересь: не-философия Франсуа Ларюэля / Пер. с англ.: З. Неустроев // [Insolarance]. — 2023.
- Брассье Р. Несвободная импровизация / Компульсивная свобода / Пер. с англ.: А. Тальский и Н. Сафонов // [syg.ma]. — 2019.
- Брассье Р. Танатоз Просвещения / Пер. с англ.: Д. Безуглов // [syg.ma]. — 2019.
- Брассье Р. Понятия и объекты / Пер. с англ.: переводческая группа Cube of Pink // [Логос]. — 2017.

#### Переводы
- Ален Бадью, Святой Павел. Основание универсализма (Alain Badiou, Saint Paul: The Foundation of Universalism, transl. by Ray Brassier (Stanford: Stanford University Press, 2003)
- Квентин Мейясу, После конечности: Эссе о необходимости контингентности (Quentin Meillassoux, After Finitude: An Essay on the Necessity of Contingency, transl. by Ray Brassier (New York: Continuum International Publishing Group, 2008)